# Saint-Père (Nièvre)
Saint-Père è un comune francese di 1 190 abitanti situato nel dipartimento della Nièvre nella regione della Borgogna-Franca Contea.

## Società

### Evoluzione demografica
Abitanti censiti